# Edmondo Rossoni
Edmondo Rossoni (Tresigallo, 6 maggio 1884 – Roma, 8 giugno 1965) è stato un sindacalista, giornalista e politico italiano.

## Biografia

### Il periodo socialista
Dopo aver conseguito la maturità classica aderisce al Partito Socialista Italiano e partecipa attivamente agli scioperi contadini del 1903-1904. Nel novembre del 1904 si trasferisce a Milano dove nel 1906 viene eletto membro del gruppo di propaganda sindacalista della federazione milanese, dove s'impegna in battaglie neutraliste e diventa corrispondente della Gioventù socialista. Nel 1907, in linea con gli indirizzi del sindacalismo rivoluzionario, abbandona la federazione milanese del partito per impegnarsi a tempo pieno nelle organizzazioni sindacali.
Commissario amministrativo della Camera del Lavoro di Piacenza, pronuncia discorsi aspri e rivoluzionari che gli causano, il 16 giugno 1908, una condanna a quattro anni di reclusione e a due di sorveglianza speciale: per sfuggire alla pena Rossoni si trasferisce prima a Nizza, dove viene ancora diffidato, e poi in Brasile dove riesce a trovare lavoro, grazie ad Alceste De Ambris, presso il giornale Il Fanfulla. Ma Rossoni soggiorna in Brasile solo per qualche settimana: espulso per attività sovversive si trasferisce a Parigi e quindi, nel luglio del 1910, a New York dove aderisce alla Federazione socialista italiana.
Divenuto organizzatore della federazione, collabora come redattore al quotidiano Il Proletario prima di essere arrestato per istigazione allo sciopero. Continua, inoltre, una veemente campagna antinazionalista come raccontano le colonne dello stesso giornale, il 2 giugno 1911: «con voce sonora, che vibra sulle teste come la corda d'un arco teso, flagella tutta la immonda ciurma dell'affarismo coloniale, dei fraudolenti, degli sfruttatori, dei falsari, degli adulteratori, che hanno bisogno del mantello del patriottismo per nascondere la refurtiva. E Rossoni, dopo aver dichiarato che assume tutta la responsabilità del suo atto, fra un delirio di applausi, sputa a piena bocca sul tricolore del re e la corona di Barsotti».
Tornato in Italia, nel gennaio del 1913 viene nominato segretario del sindacato provinciale edile di Modena e dirige uno sciopero durato settanta giorni che si conclude con la sconfitta dei lavoratori. Il fallimento dell'agitazione e la paura di un nuovo arresto lo spingono nuovamente sulla via dell'esilio. Fa quindi ritorno negli Stati Uniti d'America dove assume la direzione de Il Proletario.

### L'interventismo
Allo scoppio della prima guerra mondiale si schiera con l'ala interventista e ciò lo induce ad abbandonare il suo giornale, fedele alla linea neutralista, per tornare in patria e dirigere la Tribuna, quotidiano nazionalista e patriottico. Prende parte alla Grande Guerra e nel 1918, a conflitto ultimato, fonda il settimanale L'Italia Nostra.
Nel giugno 1918 partecipa in prima fila alla costituzione dell'Unione italiana del lavoro, della quale rimane segretario fino al marzo del 1919, quando lascia l'incarico per assumere la direzione della Camera del Lavoro di Roma. Marginalizzato da tempo in seno all'UIL, nel giugno del 1921 accetta di dirigere la Camera del lavoro di Ferrara creata dai sindacalisti fascisti.

### La Confederazione nazionale delle Corporazioni sindacali fasciste

Edmondo Rossoni

Aderisce quindi ai Fasci Italiani di Combattimento prima ed al Partito Nazionale Fascista (PNF) poi. Nel gennaio 1922 partecipa al I Convegno sindacale di Bologna: qui si scontrarono le due visioni principali, già emerse in passato, riguardanti il grado di dipendenza dei sindacati nei confronti della politica e, in questo caso, del neocostituito Partito Nazionale Fascista (PNF). I due raggruppamenti principali furono la visione "autonomista" di Edmondo Rossoni stesso e di Dino Grandi e quella "politica" di Massimo Rocca e Michele Bianchi, che risulterà vincente.
A Bologna vennero inoltre affermati i principi basilari della politica corporativa, con la conferma del superamento della lotta di classe nei confronti della collaborazione e dell'interesse nazionale su quello individuale o di settore, e la nascita della Confederazione nazionale delle Corporazioni sindacali.
Il 10 febbraio 1922 Rossoni è nominato segretario generale della neonata Confederazione nazionale delle Corporazioni sindacali stessa, costituente i nuovi sindacati fascisti succeduti ai Sindacati economici. Assume inoltre la direzione de Il Lavoro d'Italia, giornale della nuova Confederazione, e promuove l'idea di un sindacalismo integrale, vale a dire la fusione in un unico organismo sia dei sindacati dei lavoratori che dei datori di lavoro, futuro fondamento dello Stato corporativo.
In sede congressuale Rossoni dichiarò l'esistenza di una linea di continuità tra il sindacalismo rivoluzionario, il sindacalismo fascista ed il corporativismo: secondo il sindacalismo fascista, infatti, l'ultimo era legato al primo sia per il comune intendimento del concetto di "rivoluzione" che, al di là dell'aspetto della rivolta popolare, in ambito lavorativo ritenevano rivestisse il significato di "sopravvento di superiori capacità produttive"; inoltre, ugualmente, avevano l'obbiettivo di innalzare il "proletario" (nell'accezione negativa del termine) al rango di "lavoratore" inserito a pieno titolo nella vita nazionale.
(Edmondo Rossoni, 18 gennaio 1926, Congresso dei Sindacati intellettuali fascisti.)
Con la Marcia su Roma ed il tranquillizzarsi della situazione politica, il sindacalismo fascista poté soffermarsi sullo sviluppo teorico ed il dibattito interno, col rifiuto finale del liberismo e della finalizzazione della lotta sindacale al libero mercato. A tal proposito non si calmano però le discussioni tra i "vecchi" leader sindacalisti rivoluzionari e Rossoni stesso, ormai leader indiscusso del movimento, delinea definizione e scopo principale dei sindacati fascisti:
(Edmondo Rossoni, La Marcia su Roma e il compito dei sindacati, Napoli, 1922)

### Gli scontri con i conservatori ed i successi

Edmondo Rossoni in Piazza del Popolo (Roma) annuncia la promulgazione della Carta del Lavoro.

Edmondo Rossoni fece parte della Massoneria, essendo stato iniziato il 30 settembre 1922 nella Loggia "Gerolamo Savonarola" di Ferrara, appartenente alla Gran Loggia d'Italia, e già il 15 marzo 1923 raggiunse il 33º grado  del Rito scozzese antico ed accettato.
Gli anni venti sono caratterizzati per Rossoni, ma anche per tutto il sindacalismo fascista, dalla lotta con il padronato, i conservatori e gli elementi del vecchio Stato liberale rimasti all'interno delle istituzioni dopo la rivoluzione fascista.
In un primo periodo gli scontri si limitano a, sebbene pesanti, scontri di natura politica. Mentre Rossoni si pone come obbiettivo principale quello di ottenere per le corporazioni il sindacalismo integrale, ossia il monopolio della rappresentanza sindacale sia dei lavoratori che dei datori di lavoro, i circoli conservatori remavano in direzione opposta, riuscendo a creare i gruppi di competenza, da parte di Massimo Rocca, limitanti lo spazio sindacale della Confederazione nazionale delle Corporazioni sindacali.
D'altra parte Rossoni ricevette l'appoggio di tutto il fascismo di sinistra, compreso il segretario nazionale del PNF Roberto Farinacci, arrivando a minacciare direttamente Confindustria e Confagricoltura di scatenare una seconda ondata squadrista, questa volta diretta contro i "bianchi" con assalti, scontri ed occupazione delle fabbriche da parte dei lavoratori fascisti.
(Edmondo Rossoni, adunata al Teatro Regio di Torino, 16 gennaio 1926)
La minaccia venne mantenuta tra il 1924 ed il 1925, quando Rossoni riuscì ad inglobare Confagricoltura nella fascista Federazione italiana sindacati agricoli, gli scioperi anche violenti di Valdarno, Lunigiana e ad Orbetello prima (autunno-inverno 1924) e del Nord Ovest Italia dopo (marzo 1925). Questi portano infine (2 ottobre del 1925) agli accordi di Palazzo Vidoni, in cui venne riconosciuto dalla Confederazione nazionale delle Corporazioni sindacali e da Confindustria la reciproca esclusività di rappresentanza di lavoratori e datori di lavoro, con l'impegno al conseguimento prioritario dell'interesse nazionale.
Il 3 aprile 1926 Rossoni riesce nell'obbiettivo dell'istituzionalizzazione dei sindacati fascisti e legalizzato il loro monopolio per la rappresentanza dei lavoratori con la nascita della contrattazione collettiva dei contratti, mentre l'anno successivo riesce a far redigere la Carta del Lavoro (1927), testo fondamentale della politica sociale fascista in ottica di eliminazione della dicotomia tra le classi sociali.
Da quel momento la posizione di Rossoni e delle Corporazioni, per via del potere che detengono, viene guardata con sospetto da taluni centri di potere esterni al Partito Nazionale Fascista (PNF). A seguito di ciò, il leader sindacale si trova spesso isolato e privo di reali poteri di intervento, finché, il 27 novembre 1928 la Confederazione nazionale dei sindacati viene smembrata in sei confederazioni da parte di Giuseppe Bottai (sottosegretario al Ministero delle Corporazioni) ed Augusto Turati (nuovo segretario del partito), facendo diminuire il potere contrattuale dell'organismo, disperdendolo in strutture più piccole e limitate.
Nel 1928, viene eseguito per la prima volta Il canto del lavoro, con musica di Pietro Mascagni, di cui Rossoni ha scritto il testo con Libero Bovio.

### Gli incarichi di governo e la guerra

Edmondo Rossoni inaugura gli stabilimenti Singer di Monza il 24 aprile 1935

Nel settembre del 1930 Rossoni diventa membro del Gran Consiglio del Fascismo e, due anni dopo, riveste la carica di sottosegretario alla presidenza del Consiglio. Il 24 gennaio 1935 viene nominato Ministro dell'agricoltura e foreste, carica che mantiene fino al 1939. Nel 1938 è fra i firmatari delle leggi razziali.
Il 25 luglio 1943 vota a favore dell'Ordine del giorno Grandi, atto che nella Repubblica Sociale Italiana (RSI) gli costa la condanna a morte in contumacia decretata al processo di Verona dal Tribunale speciale per la difesa dello Stato della R.S.I..

### La fuga e il dopoguerra
Nel maggio del 1945, al termine del conflitto e disciolta la RSI, a Rossoni viene irrogata una condanna all'ergastolo da un tribunale del Regno d'Italia. Attraverso un'approfondita ricerca condotta a tutto campo in numerosi archivi – statali, privati ed ecclesiastici – grazie all'ausilio di fonti completamente inedite, lo studioso Giovanni Preziosi è riuscito a ricostruire, con dovizia di particolari, il percorso che Edmondo Rossoni ha seguito durante i suoi anni trascorsi in clandestinità, all'indomani della ben nota riunione del Gran Consiglio del Fascismo del 25 luglio 1943.
Dopo una breve sosta in Vaticano, «appena intuì che la sua presenza tra le “sacre mura” vaticane non era affatto gradita — scrive Giovanni Preziosi —, considerati i suoi trascorsi politici, subito decise di rivolgersi ai Salesiani, ai quali era legato da una sincera amicizia, per chiedere di essere ospitato almeno fin quando il clima rovente di quei giorni — caratterizzato da una spiccata revanche antifascista — non si fosse stemperato. I superiori salesiani, senza battere ciglio, accolsero benevolmente la sua richiesta d'aiuto destinandolo presso la casa della Procura, un minuscolo edificio di tre piani situato in un dedalo di stradine in via della Pigna nei pressi del vicolo della Minerva al civico 51.
In seguito, nel timore di essere riconosciuto dai ragazzi del piccolo oratorio sottostante, nei primi mesi del 1944, l'ex gerarca fascista decise di lasciare la Procura salesiana per trovarne un altro più appartato lontano da occhi indiscreti. Con il sopraggiungere del fronte alleato nei pressi di Roma, per maggiore sicurezza, fu deciso di trasferirlo — sotto mentite spoglie — in un monastero più appartato dell'Appennino meridionale e poi fu preso in custodia dall'Abate Generale dei Benedettini, mons. Emanuele Caronti che nel novembre del 1945 lo ricondusse dapprima a Roma e poi, il 30 agosto 1946, accompagnato presso l'aeroporto di Ciampino dal solerte abate Emanuele Caronti, Rossoni, vestito alla foggia degli ecclesiastici statunitensi, munito del passaporto di copertura prese il volo verso misteriosi lidi, che lo avrebbe condotto in Irlanda presso la nunziatura apostolica di Dublino, facendo dapprima scalo a Ginevra per poi raggiungere Parigi, da dove avrebbe raggiunto Dublino. Da qui, poi, riparò in Canada, dove rimase fino alla promulgazione dell'amnistia approfittando del provvedimento emanato dalle Sezioni Unite Penali della Corte di Cassazione che annullarono senza rinvio la sentenza di condanna all'ergastolo emessa appena due anni prima dall'Alta Corte di giustizia, i reati che gli erano stati addebitati furono definitivamente derubricati. Di conseguenza l'ex gerarca fascista poté rientrare indisturbato nella capitale, ritirandosi a vita privata».
Il 15 settembre 1960 si sposò a Bologna con Maria Teresa Zanoni, alla quale era legato fin dal 1943. Morì a Roma l'8 giugno 1965. La salma è tumulata nel monumento funebre di famiglia assieme a quelle dei suoi cari nel cimitero del paese d'origine per il quale Rossoni fece molto, soprattutto facendolo ricostruire negli anni trenta con un'urbanistica razionalista, rendendo Tresigallo la più completa tra le città di nuova fondazione, nota ora come Città metafisica.

## Testi
- La Romagna: vibrante anima della patria rinnovata. Conferenza di Edmondo Rossoni sul sindacalismo fascista, Tip. Valbonesi, Forlì, 1923.
- Aspetti politici e morali della nuova economia corporativa. Conferenza. Berlino 29 aprile XIV, Novissima, Roma, 1936.
- Direttive fasciste all'agricoltura, La Stirpe, Roma, 1938.
- L'Italia e la guerra rivoluzionaria, Ed. Il Lavoro impiegatizio, Roma, 1942.